# Степан Лозинський
Степан Лозинський (*1653 —1695) — український політичний та військовий діяч, гетьман так званої Ханської України у 1685–1695 роках. Мав прізвисько Стецик Ягорлицький.

## Життєпис
Походив з українського шляхетського роду Лозинських. Син Івана Лозинського. Замолоду зробив блискучу кар'єру. Вже у 1675 році він був «начальником військ», які стояли на Поліссі, але на чолі своїх підрозділів нападав на шляхетські володіння поблизу Корсуня, Трипілля, Стайок та Ржищева. У 1676 році посли від Київського воєводства Речі Посполитої на коронаційному сеймі зверталися з проханням про заміну цього «свавільного» полковника. Саме тому у 1677 році він переходить під владу Кримського ханства і Османської імперії.
За наказом султана Мегмеда IV та за пропозицією хана Селіма I наприкінці 1685 року його було призначено гетьманом «ханської» частини України (частина південної Правобережної України і сучасне Придністров'є).
З дозволу хана і молдавського господаря він, наслідуючи Теодору Сулименку, оселився у Ягорлику. Саме звідти новий гетьман здійснював постійні напади на українські землі з метою відвоювання їх у ставлеників Речі Посполитої. З 1686 року він почав розсилати свої універсали із закликами до населення Правобережжя прийняти султанське і ханське підданство.
Влітку 1689 року Стецик із 200 козаків і 10 тисяч татар на деякий час здобув Немирів, але невдовзі був вибитий звідти підрозділами «козацького» комісара Речі Посполитої С. Друшкевича.
Лише у 1690 році, після невдалих спроб утвердити своїх гетьманів, султан Мехмед IV нарешті повністю віддав ініціативу у справі їх призначення та контролю над ними в руки татарських ханів. 19 лютого того ж року король Ян III Собеський писав до московського царя, що Стецика прийняв під свою опіку кримський хан: «…хан татарський гетьмана свого козацького на ім'я Стецько оголосив і, зайнявши Сороки і Цеканівку, там же йому консистенцію назначив». Це, на думку короля, робилося задля «одірвання, затягнення і згромадження українського народу проти християнства».
Протягом 1691 року підрозділи Стецика обороняли від польських і козацьких військ фортецю Сороки. Під час оборони цієї молдовської фортеці від «татарського» гетьмана втекло декілька сотень козаків на бік королівського ставленика Григорія Гришка, що стало однією з причин капітуляції Сорок на користь Речі Посполитої.
У серпні 1692 року, після смерті гетьмана Григорія Гришка, король обіцяв Стецику «амністію чи одпущення», а також гетьманську булаву від свого імені, якщо той перейде на бік Речі Посполитої. Але гетьман залишився вірним османсько-татарській протекції.
Наприкінці 1680-х — у першій половині 1690-х років проти загонів Стецика дуже часто воювали правобережні козаки під керівництвом С. Палія, А. Абазина та С. Самуся. Восени 1693 року козаки Палія мали намір оволодіти Ягорликом, який був резиденцією ханського гарнізону в Тягині, проте змушені були відступити. У цей час під керівництвом Стецика знаходилося близько 3 тисяч козаків і молдаван.
Стецик неодноразово присилав до правобережного полковника С. Палія його людей, що раніше були захоплені в полон, і прохав обміняти їх на своїх козаків чи знатних татар, які перебували в полоні у Фастові.
Окрім того Стецик надсилав листи й посольства до лівобережного гетьмана І. Мазепи. Так, у липні 1693 року до Батурина прибув «тлумач Стецика Ягорлицького на ім'я Степан», який подав на ім'я Мазепи листа. Разом з ним було п'ять козаків і один татарин. Вони привезли двох «москалів», яких хотіли виміняти на татарських мурз, що знаходилися у Севській в'язниці. Іван Мазепа відправив їх до севського воєводи Ф. Барятинського, а перед тим розпитав про становище у Буджацькій та Білгородській ордах.
У жовтні 1693 року війська Лозинського оточили підрозділи Палія під Сороками, водночас пославши за допомогою до османської залоги в Тягині. Але Палій зумів уникнути поразки, з 200 козаків вдало відбившись від тисячного загону Стецика й тисячі яничар.
У 1694—1695 роках загони Самуся і Палія постійно вдиралися на землі, підконтрольні гетьманові Стецику. Під час одного з таких нападів у листопаді 1695 року Стецика було смертельно поранено, й він помер через декілька днів.